# Staro Selo, Loveci
Staro Selo (în bulgară Старо Село) este un sat în comuna Troian, regiunea Loveci,  Bulgaria. 

## Demografie
Componența etnică a satului Staro Selo
     Bulgari (91,06%)
     Romi (5,1%)
     Nicio identificare (3,82%)
     Altele (0%)
La recensământul din 2011, populația satului Staro Selo era de 235 locuitori. Din punct de vedere etnic, majoritatea locuitorilor (91,06%) erau bulgari, cu o minoritate de romi (5,1%). Pentru 3,82% din locuitori nu este cunoscută apartenența etnică.